# Irlbachia
Irlbachia é um género botânico pertencente à família Gentianaceae.